# Innsbrucker Historische Studien
Die Innsbrucker Historischen Studien (IHS) sind eine österreichische geschichtswissenschaftliche Zeitschrift.

## Geschichte
Die Innsbrucker Historischen Studien wurden im Jahre 1978 von Alfred A. Strnad gegründet und von Historikern der Universität Innsbruck herausgegeben. Seit dem Tod des Gründers und Schriftleiters dieser Zeitschriftenreihe werden die IHS von einem internationalen Herausgeberteam betreut.
Die Innsbrucker Historischen Studien sind am Institut für Geschichtswissenschaften und Europäische Ethnologie der Leopold-Franzens-Universität Innsbruck verankert. Im Zuge der notwendigen Reorganisation der Zeitschrift wurde ein neues Herausgeberteam konstituiert und ebenso eine konzeptionelle Neuausrichtung auf inhaltlicher Ebene beschlossen. Die von einem oder mehreren Hauptherausgebern publizierten Bände der IHS werden seit 2007 themenorientiert und interdisziplinär gestaltet. Die vielfältigen Themenschwerpunkte der IHS umfassen die gesamte Geschichte der Neuzeit, wobei auch das Mittelalter, vor allem das 14. und 15. Jahrhundert, Beachtung findet.
Neben den laufend erscheinenden Bänden gibt es auch Einzelveröffentlichungen und themenzentrierte Beihefte. Das Herausgeberteam ist für die strategische und inhaltliche Ausrichtung und Beschlussfassung verantwortlich. Ein Beirat aus ausgewählten Forschern unterstützt das Herausgeberteam im inhaltlichen Qualitätsmanagement. Mit der Redaktion der Bände sind Robert Rebitsch und Elena Taddei, Universität Innsbruck, in Zusammenarbeit mit den jeweiligen Bandherausgebern betraut.
Seit dem ersten Band war es der Schriftleitung der Innsbrucker Historischen Studien ein Anliegen, neben arrivierten Historikern auch durch ausgezeichnete Diplomarbeiten und Dissertationen hervorgetretenen Nachwuchswissenschaftlern ein offenes Publikationsforum zu bieten. Diese Tradition behalten die neuen Herausgeber bei.
2017 erschien der 31. Band, die letzten Bände im Studienverlag.

## Herausgeber
- Friedrich Edelmayer, Universität Wien
- Rolf Graber, Universität Zürich
- Helmut Gritsch, vormals Universität Innsbruck
- Julia Hörmann-Thurn und Taxis, Universität Innsbruck
- Harm Klueting, Universität Köln und Fribourg
- Brigitte Mazohl, Universität Innsbruck
- Heinz Noflatscher, Universität Innsbruck
- Robert Rebitsch, Universität Innsbruck
- Helmut Reinalter, vormals Universität Innsbruck, Privatuniversität Hohe Warte, Wien
- Elena Taddei, Universität Innsbruck
- Katherine Walsh, vormals Universität Salzburg

## Veröffentlichungen
- Viktoria Stadlmayer: Die Option. Eine Auseinandersetzung mit neuerer Literatur über die Geschichte der Südtiroler Umsiedlung. Diskussionsbeitrag. Innsbruck 1990.
- Katherine Walsh: Ein neues Bild der Frau im Mittelalter? Weibliche Biologie und Sexualität, Geistigkeit und Religiosität in West- und Mitteleuropa. Ist-Stand und Desiderata der Frauenforschung. Innsbruck 1990.
- STUDIA STAMSENSIA II. Aus Kultur und Geistesleben der Oberinntaler Zisterze in Mittelalter und früher Neuzeit. Innsbruck 1997.
- Alfred A. Strnad: Bernhard von Cles (1485–1539). Herkunft, Umfeld und geistiges Profil eines Weltmannes der Renaissance. Zum Erscheinungsbild eines Trientner Kirchenfürsten im Cinquecento. Innsbruck 2004.
- Robert Rebitsch: Rupert von der Pfalz (1619–1682). Ein deutscher Fürstensohn im Dienst der Stuarts (= IHS Beiheft 1). Innsbruck 2005.